# Cécile de Brunhoff
Cécile de Brunhoff, nascuda Cécile Sabouraud a París el 16 d'octubre de 1903 i morta a Boulogne-Billancourt el 7 d'abril de 2003, és una professora de piano i narradora francesa que va crear la història original de Babar.

## Biografia
Filla d'un metge dermatòleg i una mestressa de casa, aquesta pianista de formació clàssica graduada a l'Escola Normal de Música de París va estudiar piano amb Alfred Cortot i es va dedicar a l'ensenyament musical durant gran part de la seva vida.
Es va casar el 1924 amb el pintor Jean de Brunhoff, amb qui tingué tres fills, Mathieu, Laurent i Thierry.

## Babar
Els llibres de Babar van començar un dia de 1930 amb una història que ella inventà per consolar el seu fill Mathieu, que estava malalt, i més endavant per ajudar a dormir els seus fills grans, que tenien aleshores quatre i cinc anys respectivament. Als nois els va encantar tant la història d'aquest petit elefant que havia marxat de la jungla cap a una ciutat que s'assemblava a París que la van portar al seu pare, demanant-li que els la il·lustrés. En va fer un llibre d'imatges, amb text, que va ser publicat per una editorial familiar, el Jardin des Modes. Originalment, es pretenia que en la portada del llibre es presentés la autoria de la història com a deguda a Jean i Cécile de Brunhoff. Tanmateix, es va eliminar el nom d'ella; segons el seu fill Mathieu va ser per una raó de modèstia, perquè a ella li semblava que la seva aportació havia estat secundària.
No obstant això, pel paper que va tenir en la gènesi de la història de Babar, moltes fonts continuen considerant-la la seva creadora.
El seu marit Jean va publicar sis llibres més de Babar, que va escriure i il·lustrar, i la sèrie es va fer popular a tot el món. Després de la mort del seu pare, el 1937, Laurent de Brunhoff va continuar la tradició familiar dels llibres de Babar, dels quals n'arribaria a escriure i il·lustrar més de 40.
Cécile de Brunhoff va morir el 7 d'abril de 2003 a Boulogne-Billancourt, quan estava a punt de fer 100 anys. Està enterrada al cementiri de La Digne-d'Aval, a Aude.